# Mărașu
Măraşu é uma comuna romena localizada no distrito de Brăila, na região de Muntênia. A comuna possui uma área de 61.12 km² e sua população era de 3288 habitantes segundo o censo de 2007.